# گراسدورف بای وین
گراسدورف بای وین (به آلمانی: Gerasdorf bei Wien) یک شهر در اتریش است که در ناحیه وین-اومگه‌بونگ واقع شده‌است. گراسدورف بای وین ۳۵٫۲۴ کیلومتر مربع مساحت دارد ۱۶۵ متر بالاتر از سطح دریا واقع شده‌است.